# ヴァルター・ヴィーベル
ヴァルター ヴィーベル（独: Walter Weber, 1907年3月26日 ゲルゼンキルヒェン - 1944年7月18日 コステン）は、ドイツの電気式磁気記録技術の先駆者である。
1925年から1927年に彼はオルデンブルク工科学校で学んだ。1928年5月1日から1930年12月31日に彼はベルリンのジーメンス・ウント・ハルスケAGの中央研究所の技術者として勤務した。ここで彼はハンス-ヨアヒム・フォン・ブラウンミュールに会った。1931年に彼が国家放送協会の研究所に移動した時、従事した。1938年11月2日に、彼は炸裂音と火花銃による電気音響測定技術の潜在性に関する考察で博士号を取得した。
1940年4月18日に交流バイアス法（HFVM）を(再)発明した。 6月10日に、彼らはベルリンのウーファ・パラスト・アム・ツォーに交流バイアス式マグネトフォンを設置した。
実用的な交流バイアスを採用した磁気録音装置の開発は世界で最も早い時期だった。

## 文献
- Funkschau 44/7-8/53: Oberingenieur Dr. Walter Weber zum Gedächtnis.
- Hans Joachim von Braunmühl: Oberingenieur Dr. Weber zum Gedächtnis. Reichsrundfunk, 9/10. Heft 1944/45, August 1944, S. 110